# Vladimir Antonov (affärsman)
Vladimir Aleksandrovitj Antonov (ryska: Владимир Александрович Антонов), född 20 juni 1975 i Navoi, Uzbekistan (i dåvarande Sovjetunionen), är en rysk affärsman. Tillsammans med sin far, Alexander Antonov är han ägare till bankkoncernen Convers Group. Han är även ordförande i Convers litauiska dotterbolag Snoras, som har verksamhet i flera östeuropeiska länder.

## Biografi
Antonov föddes i nuvarande Uzbekistan, men växte upp i nuvarande Tadzjikistan där fadern Alexander jobbade som ingenjör vid en anläggning som anrikade uran i staden Tjkalovsk. I samband med Sovjetunionens sönderfall flyttade familjen till Moskva.
Han examinerades 1998 från Plechanovs ryska ekonomiska akademi (Российская экономическая академия им. Г. В. Плеханова) och tog 2008 en MBA-examen vid Ryska statens akademi för nationalekonomi (Академия народного хозяйства при Правительстве Российской Федерации).
Under den ryska bankkrisen 1998 lyckades han, med bland annat hjälp från sin far, förvärva Akademchimbank för en billig peng. Därefter följde ett flertal förvärv av lågt värderade bankbolag som blev grunden till hans nuvarande bankimperium. Efter ett flertal bankaffärer förekom det påståenden i rysk media om kopplingar till organiserad brottslighet, vilket dock inte kunnat påvisas. Efter ett mordförsök på fadern bor Antonov sedan 2009 med sin familj i London därifrån han driver sina företag.
Antonov var under flera år storägare i den nederländska biltillverkaren Spyker, men tvingades i och med deras köp av Saab Automobile sälja sina aktier. Detta eftersom säljaren General Motors misstänkt att Antonov varit inblandad i ekonomisk brottslighet. Enligt Antonov själv agerar han dock fortfarande som långivare till Spyker. 2011 tog han, via sitt bolag CPP över Spyker-tillverkningen från det börsnoterade bolaget Spyker Cars N.V. som därefter helt inriktade sig på Saab Automobile.
I en debattartikel i tidningen Herald Tribune i februari 2010, anklagade han europeiska företagare för att ha fördomar mot ryska investerare.
2010 deltog Antonov i Midnattssolsrallyt med start i Trollhättan och målgång i Västerås, där han körde en av SaabsUnited Historic Rally Teams SAAB 99 Turbo CombiCoupé, med Denis Giraduet som kartläsare. Teamets ägare är Jörgen Trued och Bo Janzon.

## Arresteringsorder
I november 2011 utfärdade Litauen en europeisk arresteringsorder på Antonov, till följd av misstankar om förskingring och bedrägeri på grund av oegentligheter i banken Snoras. Detta ledde till att Antonov greps i London 24 november 2011. Dagen efter släpptes han mot borgen, i avvaktan på att brittisk domstol avgör om han skall utlämnas till Litauen.